# Chthonius troglodites
Espèce
Chthonius troglodites est une espèce de pseudoscorpions de la famille des Chthoniidae.

## Distribution
Cette espèce est endémique de Bulgarie. Elle se rencontre dans la grotte Kassapnitzite à Karloukovo à Loukovit.

## Publication originale
- Redikorzev, 1928 : Beiträge zur Kenntnis der Pseudoscorpionenfauna Bulgariens. Mitteilungen aus dem Königlichen Naturwissenschaftlichen Institut in Sofia, vol. 1, p. 118-141.